# Статеві губи
Статеві губи (лат. labia pudendi) — частина зовнішніх жіночих геніталій (вульви), поздовжні складки шкіри. У людей дві пари статевих губ: великі (зовнішні) статеві губи (labia majora) і розташовані між ними малі статеві губи (labia minora). Функцією статевих губ є прикриття і захист вагінального отвору, отвору уретри, протоків залоз, ерекція та лубрикація під час сексуального акту. 
З'єднуються між собою під лобком і перед промежиною у передній і задній спайках (друга ще називається вуздечкою статевих губ).
Попри назву, внутрішні статеві губи не завжди є меншими за зовнішні й прихованими в них: у багатьох жінок вони виступають з великих губ. Якщо малі губи виступають за межі великих, то шкіра, що вкриває їх, буває темнішою, що є варіантом норми. Статеві губи вимагають щоденної інтимної гігієни.
|                                          | Зовнішні статеві губи | Внутрішні статеві губи |
| ---------------------------------------- | --- | --- |
| Будова                                   | Сполучна тканина та жирова основа. Зовнішня частина вкрита волоссям. Внутрішня вкрита шкірою, що має характер слизової оболонки                                 | Безволоса ніжна і тонка шкіра з рясною іннервацією і великою кількістю кровоносних судин                                             |
| Залози та секреція                       | Внутрішня поверхня: сальні та потові залози. В нижніх частинах містяться бартолінові залози: під час збудження виробляють секрет, що зволожує вагінальний отвір | У дорослих жінок: велика кількість сальних залоз, нервових закінчень та кровоносних судин, як у типових еректильних структурах       |
| Функції                                  | Захист клітора і малих статевих губ. Амортизація при ударах та рухах, волосся на них перешкоджає зараженню інфекціями, що передаються статевим шляхом           | Захист вагінального та уретрального отворів, а також проток залоз. Лубрикація завдяки секреції. Здатні ерегувати, є ерогенною зоною. |
| Утворюються на 3-у місяці розвитку плода | З лабіоскротальних (губнокалиткових) складок навколо статевого горбка.                                                                                          | З урогенітальних складок, розташованих між статевим горбком і лабіоскротальними складками.                                           |
| Гомолог у чоловічому організмі           | Мошонка | Губчасте тіло сечовипускного каналу.                                                                                                 |

## У сексуальному житті
Завдяки насиченості нервовими волокнами та кровоносними судинами є чутливими до стимуляції, і під час збудження кров приливає до них, губи дещо ерегують, а секреція посилюється. Сексуальні практики, що включають стимуляцію статевих губ — петинг (тертя через одяг чи без нього без прокинення), кунілінгус (стимуляція губами і язиком), трибадизм (тертя вульвою об вульву), вібратори та інші секс-іграшки.